# HD 97334
HD 97334，又名BD+36 2162，SAO 62451、HR 4345，是一颗恒星，视星等为6.41，位于銀經184.33，銀緯67.28，其B1900.0坐标为赤經11h 7m 5.8s，赤緯+36° 67.28′ 43″。